# 智利海岸山脈

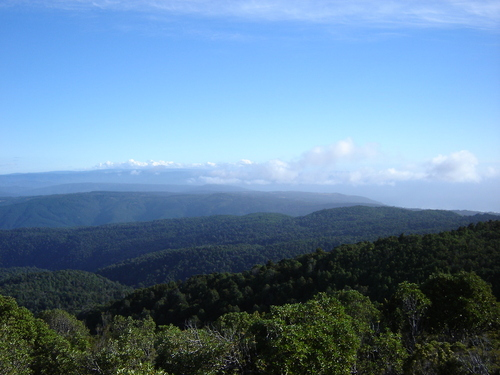

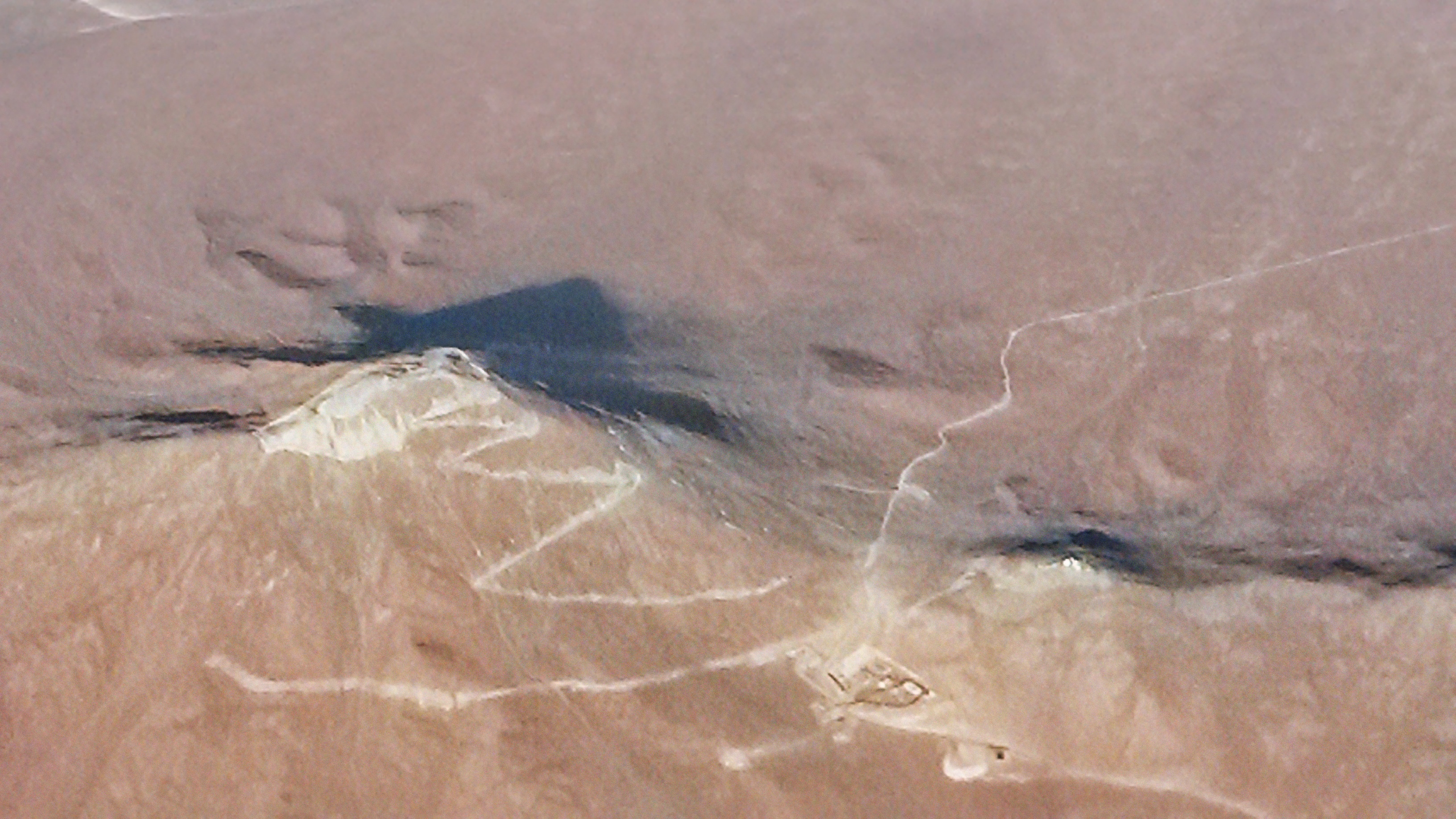

32°58′32″S 71°00′49″W / 32.9756°S 71.0135°W
智利海岸山脈（西班牙語：Cordillera de la Costa），是智利的山脈，位於太平洋沿岸，與安第斯山脈平行，全長3,100公里，南面以泰陶半島為終點，該山脈的最高點海拔高度3,114米。